# Geographie Serbiens
Serbien ist ein Binnenstaat auf der Balkanhalbinsel im Südosten des europäischen Kontinents. Kosovo erklärte am 17. Februar 2008 einseitig seine Unabhängigkeit von Serbien und wurde seitdem von der Mehrheit der Mitgliedsstaaten der Vereinten Nationen diplomatisch als souveräner Staat anerkannt.

## Grenzen

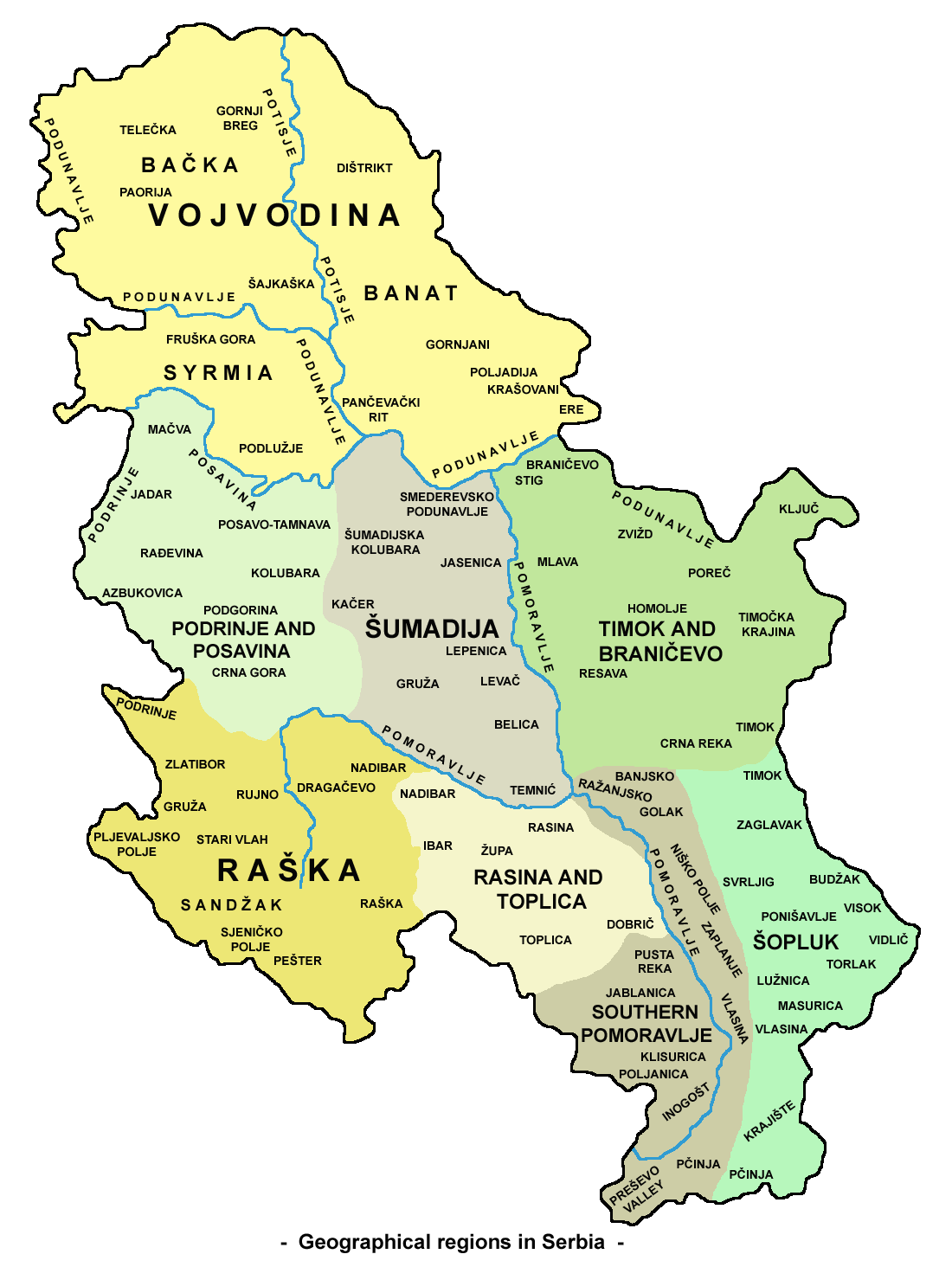
Serbiens Landschaften ohne den Kosovo

Das Land hat im Norden eine gemeinsame Grenze mit Ungarn (die Grenze verläuft durch die Pannonische Tiefebene), im Nordosten an Rumänien (teilweise entlang der Donau), im Südosten hat es (teilweise über die Stara Planina) eine gemeinsame Grenze mit Bulgarien. Im Süden grenzt das Land (teilweise über die Šar Planina) an Nordmazedonien, im Südwesten (hauptsächlich über das Gebirge Prokletije) an Albanien und an Montenegro. Im Westen grenzt Serbien (hauptsächlich an der Drina entlang) an Bosnien und Herzegowina. Im Nordwesten schließlich teilt sich die Republik die Grenze (hauptsächlich entlang der Donau) mit Kroatien.
Serbien grenzt an acht Nachbarstaaten und hat somit wie kein anderes Land in der Region eine sehr zentrale Position in Südosteuropa.
Die Grenzen Serbiens erstrecken sich auf eine Gesamtlänge von 2.155 km. Davon entfallen 252 km auf Kroatien, 312 km auf Bosnien und Herzegowina, 531 km auf Rumänien, 151 km auf Ungarn, 318 km auf Bulgarien, 145 km auf Albanien, 221 km auf Mazedonien und 203 km auf Montenegro.
Natürliche Grenzen Serbiens sind die Donau im Nordwesten (zu Kroatien) und im Osten (zu Rumänien), die Drina im Westen (zu Bosnien und Herzegowina), die Stara Planina im Südosten (zu Bulgarien), die Šar Planina im Süden (zu Mazedonien), das Peštagebirge zu Montenegro und das Prokletije im Südwesten (zu Albanien). Es ist allerdings anzumerken, dass der Kosovo als südwestliche Teilregion der Republik Serbien am 17. Februar 2008 die Unabhängigkeit des Territoriums proklamierte. 117 der 193 Mitgliedstaaten der Vereinten Nationen erkennen die Republik Kosovo als unabhängig an. Die Grenze zwischen Zentralserbien und dem Kosovo stellt also zurzeit de facto eine Außengrenze dar.
Auch der Grenzverlauf zwischen Serbien und Kroatien ist seit dem Zerfall Jugoslawiens umstritten. Die Grenzverläufe zu Mazedonien und entlang der Drina zu Bosnien und Herzegowina sind ebenfalls ungeklärt. Diese umstrittenen Gebiete sind jedoch relativ klein und zumeist unbewohnt, weswegen diese Fragen heute auf Eis gelegt sind.
An der Grenze zu Rumänien bildet die Donau den 253 km² großen Djerdapsee. 163 km² der Wasseroberfläche des Djerdapsees entfallen auf serbisches Staatsgebiet.

## Topographie

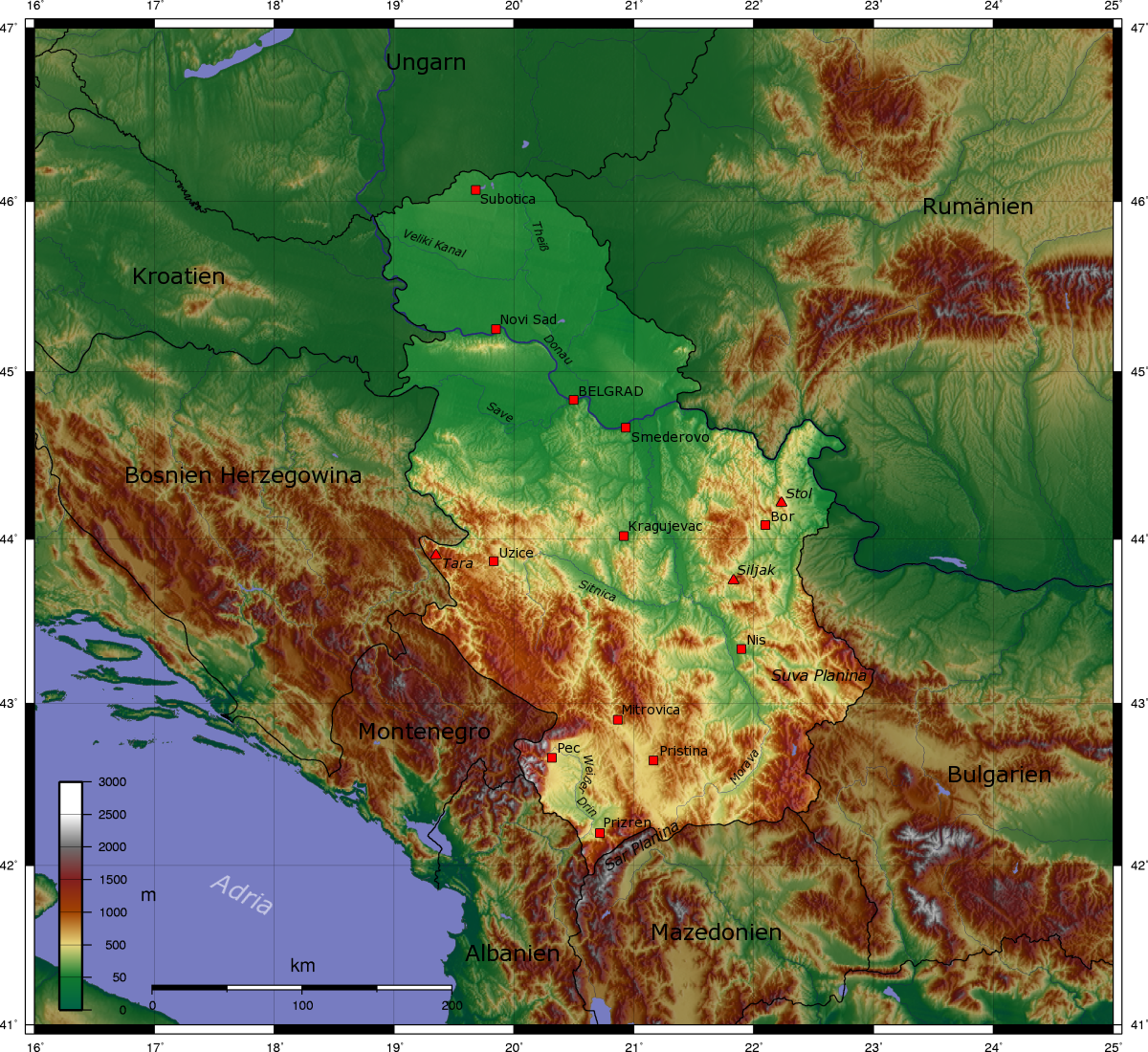
Karte Serbiens

Das Relief Serbiens ist unterschiedlich und abwechslungsreich. Den Norden Serbiens dominiert die weite und fruchtbare Pannonische Tiefebene. Sie wird durchflossen von der Theiß und der Donau, welche sie zusammen mit der Save im Süden abgrenzen. Das einzige Gebirge, das die flache Vojvodina durchzieht, ist die Fruška Gora (511 m) in Syrmien, zwischen der Donau und Save. Im Osten befindet sich mit einer Höhe von 641 m der höchste Punkt der Pannonischen Tiefebene, der Gudurički vrh, ein Ausläufer der Karpaten.
Südlich der Donau-Save-Linie schließt das zentralserbische Hügelland der Šumadija an. Im südlichen Zentralserbien schließen Mittelgebirge an das Hügelland an. Im äußersten Südwesten (Prokletije und Šar Planina) sowie im Osten (Stara Planina) des Landes erreichen die Berggipfel Höhen über 2000 m (teilweise über 2.500 m). Die höchste Erhebung Serbiens, die 2656 m hohe Đeravica, liegt im Dreiländereck Serbien-Montenegro-Albanien. Der mit 28 m über dem Meeresspiegel tiefste Punkt Serbiens liegt an der Mündung des Timok in die Donau (Dreiländereck Serbien-Bulgarien-Rumänien). Die Gebirge Serbiens werden von zahlreichen Schluchten durchzogen. Eine davon ist das Eiserne Tor an der Donau, welches die Karpaten im Norden vom Balkangebirge im Süden trennt.

## Hydrographie

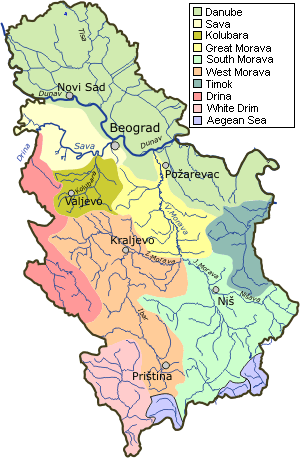
Einzugsgebiete der Flüsse in Serbien

Die Flüsse Serbiens gehören drei Einzugsgebieten an, die jeweils dem Schwarzen Meer, der Adria und der Ägäis tributär sind. Dabei liegen über 90 % der Fließgewässer im Einzugsgebiet der Donau. Nur im Südosten entwässert die Pčinja zur Ägäis und im Südwesten der Beli Drim (Weißer Drim) zur Adria.
Auf dem Gebirgszug der Crnoljeva befindet sich die hydrografische Grenze zwischen den Entwässerungsgebieten der Adria, Ägäis und Schwarzem Meer. Vom höchsten Punkt der Drmanska glava (1.367 m) verlaufen die Flüsse über den Weißen Drim in die Adria, über die Sitnica und Ibar ins Schwarze Meer und über die Zuflüsse des Lepenac zum Vardar und in die Ägäis.
Durch eine hydrografische Besonderheit entwässert die Nerodimka im Einzugssystem der Sitnica im Kosovo durch eine Bifurkation sogar in zwei Meere.
Die Tiefebene der Vojvodina stellt den größten hydrografischen Knoten in Europa dar. Hier fallen Flüsse aus Alpen, Mitteleuropa, Dinariden und Karpaten zusammen. Mit Drau (auf kroatischer Seite), Theiß, Save und Donau treffen sich alle schiffbaren Flüsse Südosteuropas in der Vojvodina.
Die früher stark hochwassergefährdete Region ist durch das Großprojekt des Donau-Theiß-Donau-Kanals und Absenken des Grundwasserspiegels heute aber nicht mehr gefährdet.

### Flüsse

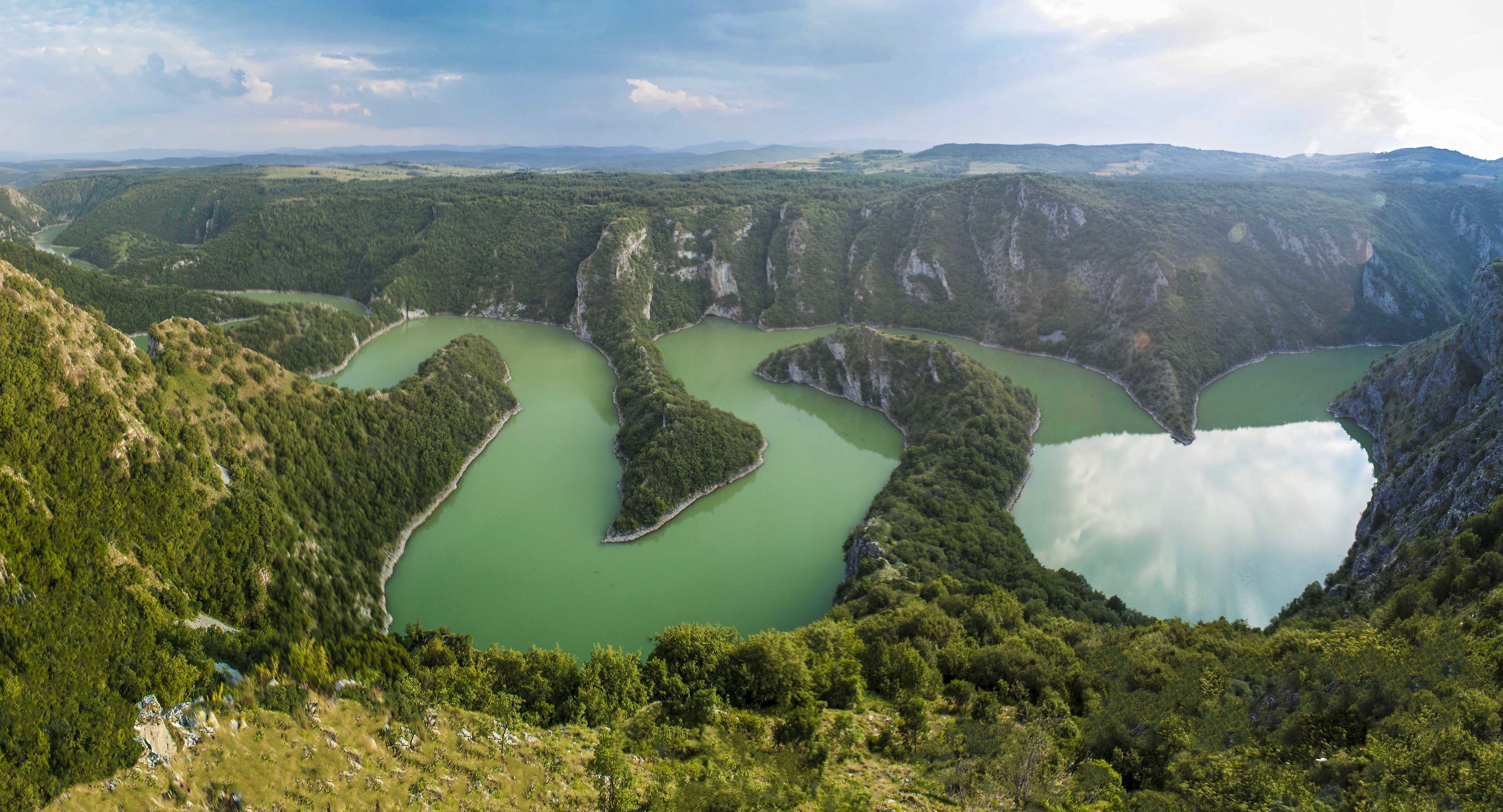
Der Uvac bei Sjenica im Süden Serbiens

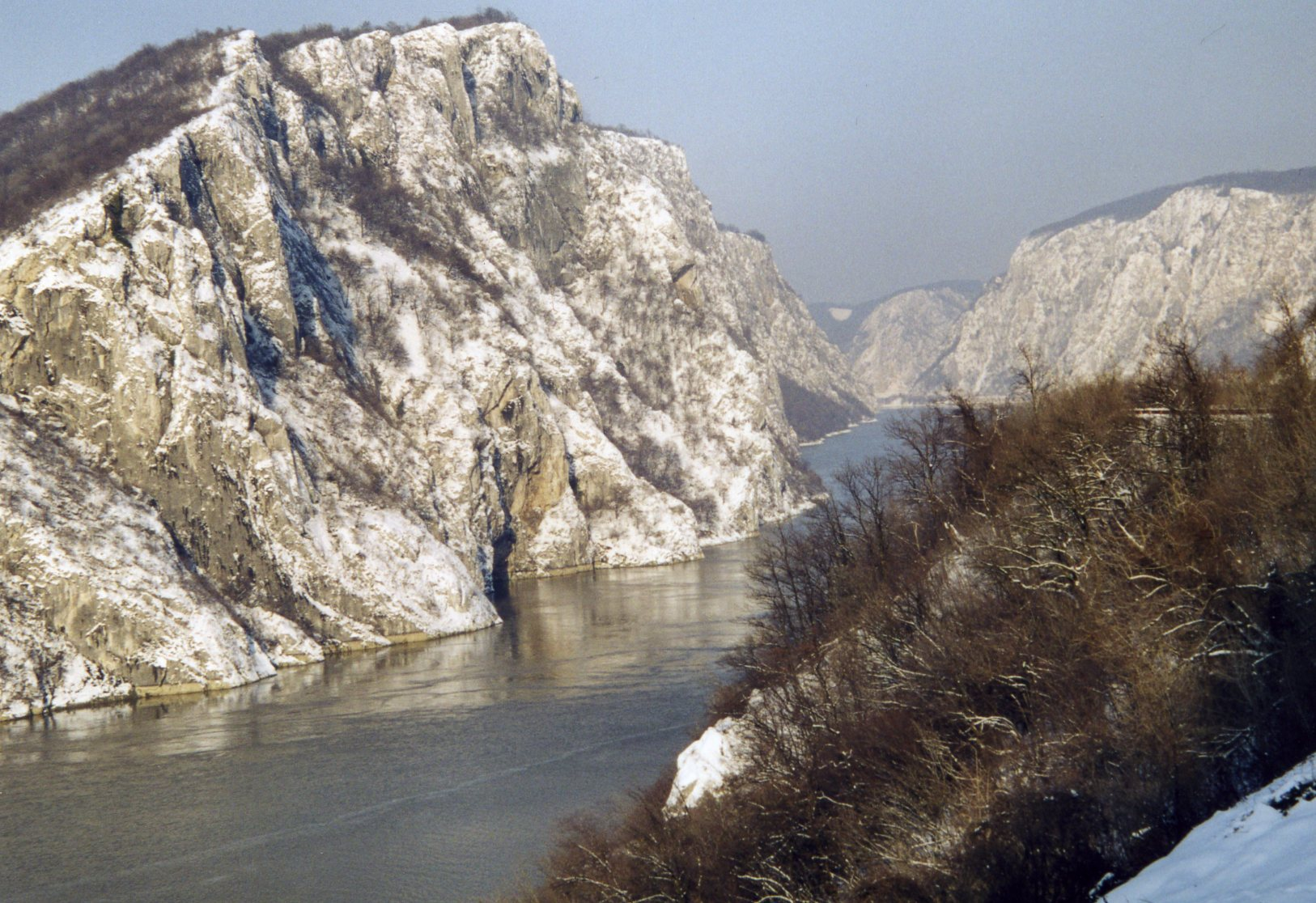
Donaudurchbruch im Eisernen Tor, der Veliki kazan

Die Flüsse Serbiens gehören im Norden des Landes zu den stark mäandrierenden mächtigen Tieflandströmen der Donautiefebene, im zentralen, westlichen und östlichen Gebiet zu den Gebirgsflüssen der Dinariden und Karpaten, sowie im Kosovo zu den kleinen Tieflandflüssen.
Durchgehend schiffbar sind nur Save, Theiß und Donau, dazu aber auch Streckenabschnitte an den Mündungen der Drina und der Großen Morava sowie die zahlreichen großen Stauseen.
Die ehemals verbreitete Flößerei auf Drina und Morava ist seit den 1960er Jahren eingestellt.
Insbesondere die Gebirgsflüsse der häufig aus Karbonaten und insbesondere Kalksteinen aufgebauten Dinariden zeichnen sich durch zahlreiche schluchtenreiche Streckenabschnitte, die erhebliche Verkehrshindernisse darstellen, aus. Selbst die Donau stellte noch bis Anfang des 20. Jahrhunderts im Karpatendurchbruch des Eisernen Tores durch Stromschnellen und Verblockungen im Veliki Kazan ein erhebliches Hindernis für die Schifffahrt dar.
Die Fließgewässer der Gebirge gehören zu den Regen- und Schneeregimen, Save und Donau zu den kombinierten Systemen (Schnee, Regen, Gletscherschmelzwasser (nur Donau)). Die Höchststände im Abfluss werden für Drina und Große Morava im April gemessen, für die Donau im Mai.
Hochwasser sind insbesondere an Drina und Morava häufig und sehr oft auch katastrophal. So erreichte die Drina am 27. März 1896 einen historischen Maximal-Abfluss von über 9.000 m³/s.
Die Hochwassergefahr an der Drina ist trotz der zahlreichen regulierenden Stauseen durch eine starke Schneeschmelze in ihrem Hochgebirgseinzugsgebiet (Prokletije, Durmitor) und den starken Regenfällen im Frühjahr dennoch nicht immer unter Kontrolle. Die Morava stellt aber heute das weitaus größere Problem dar. Hier sind weder schützende Retentionsbecken (Rückhaltebecken) noch bedeutende Deichbauten errichtet. Eine Moravaregulierung war lange geplant, kam aber nie zur Ausführung.
Donau und Save besitzen auf ihrem Lauf zahlreiche Retensionsflächen (z. B. Obedska bara). Donau und Theiß sind außerdem noch durch das Abfluss-Regulierungssystem des Donau-Theiß-Donau-Kanals geschützt. Die jährlichen Hochwasser sind daher heute selten kritisch. Katastrophale Donauhochwasser ereignen sich heute nur noch nach längeren Dekaden. Das letzte große Hochwasser von 1965 ging dabei noch glimpflich aus, da die damalige Bedrohung von Novi Sad durch Fluten von Agrarflächen abgewendet werden konnte. Durch Zufrieren der Donau ereignete sich zuletzt 1956 beim Abgang von Eisschollen ein großes Hochwasser. Mehrere Eisbrecher stehen für solche Fälle bereit.
Auf einer Länge von 588 km durchfließt die Donau das Land. In ihrem mittleren Laufabschnitt durch Serbien nimmt sie  folgende Flüsse auf: Theiß, Save, Tamiš, Morava, Mlava, Nera, Pek und den Timok.
Die Theiß nimmt ihrerseits den Begej auf. Die Save nimmt die Drina und die Kolubara auf. Die Morava nimmt die Toplica, die Nišava und die Zapadna Morava auf. Die Drina nimmt den Lim auf, welcher wiederum den Uvac aufnimmt. Die Zapadna Morava nimmt die Djetinja, Moraviaca und den Ibar, welcher die Sitnica aufnimmt, auf.
| Westliche Morava (Zapadna Morava) | 308 km (vollständig in Serbien) |
| Südliche Morava (Južna Morava)    | 295 km (vollständig in Serbien) |
| Ibar                              | 272 km                          |
| Drina                             | 220 km (gesamt 346 km)          |
| Save (Sava)                       | 206 km (gesamt 945 km)          |
| Timok                             | 202 km (vollständig in Serbien) |
| Morava                            | 185 km (vollständig in Serbien) |
| Theiß (Tisa)                      | 168 km (gesamt 966 km)          |
| Nišava                            | 151 km (gesamt 218 km)          |
| Uvac                              | 119 km (vollständig in Serbien) |
| Temesch (Tamiš)                   | 118 km (gesamt 359 km)          |
| Kolubara                          | 110 km (vollständig in Serbien) |

### Seen
Serbiens Seen sind meist künstlich entstanden. Die natürlichen Seen sind flächenmäßig sehr klein. Zu erwähnen wären die Seen Palić (5 km²) und Ludaš in Nordserbien (bei Subotica). Der größte künstlich entstandene See in Serbien ist der Djerdapsee (253 km²) an der Grenze zu Rumänien. Er ist der größte See im Land. Weitere Stauseen wären der Vlasinasee im Südosten, der Gazivodesee am Fluss Ibar, der Zlatarsee am Uvac, sowie der Perućacsee und der Zvorniksee, beide an der Drina, an der Grenze zu Bosnien und Herzegowina.
Weitere Stauseen:
- Vlasinasee (serb. Vlasinsko jezero) 16 km²
- Perućacsee (serb. Perućačko jezero) 12,4 km²
- Gazivodesee (serb. Gazivode jezero) 11,9 km²
- Zvorniksee (serb. Zvorničko jezero) 8,1 km²
- Zlatarsee (serb. Zlatarsko jezero) 7,25 km²

## Gebirge
Vor allem der südwestliche und südöstliche Teil Serbiens ist von Gebirgen durchzogen. Dazu gehören das Dinarische Gebirge, das Balkangebirge und die Karpaten. Höchster Berg ist der Đeravica im Prokletije-Gebirge im Kosovo mit 2.656 m Höhe. Betrachtet man das Staatsgebiet ohne das umstrittene Kosovo, ist die höchste Erhebung der Midžor im Balkangebirge unmittelbar an der serbisch-bulgarischen Grenze.